# Ґяру

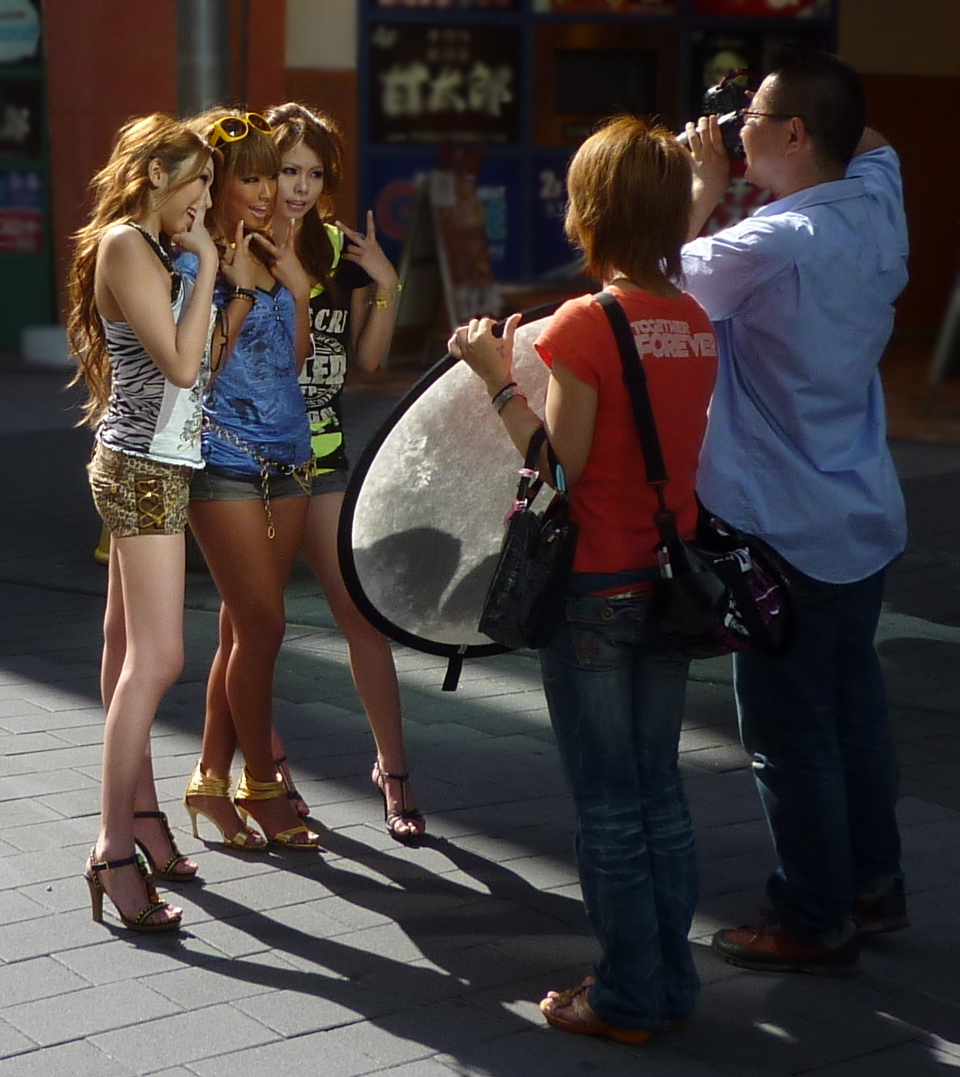
Ґяру

Ґяру (яп. ギャル, японська транскрипція gal зі спотвореного англійського слова girl — «дівчина») — термін, який означає як популярну серед дівчат японську субкультуру, пік якої припав на 1990-ті роки, так і відповідний спосіб життя. Назва походить від рекламного слогану 1970-х років марки джинсів «GALS» — «Я не можу жити без чоловіків», що став девізом молодих дівчат.
Нинішні ґяру, як і їх різновиди коґяру і ґанґуро, мають прізвиська «оя о накасеру» (яп. 親 を 泣かせる, «Змушують батьків плакати») і «дараку джоґакусей» (яп. 堕落 女 学生, «Дегенеративні школярки») за порушення традиційних для японок табу і захоплення західними цінностями. Девіз коґяру — Біба джібун! (яп. ビバ 自分, «Хай живу я!»). Вони виділяються фривольною поведінкою, позитивним мисленням, любов'ю до яскравого модного одягу, особливими уявленнями про ідеали краси. До субкультури ґяру можуть належати і чоловіки, так звані «ґяруо». З самої своєї появи ґяру стали частиною японської вуличної моди.